# Enceinte de Mons
L'enceinte de Mons est un ancien ensemble de fortifications qui protégeait la ville de Mons, dans la province de Hainaut.

## Historique
Fortifications du Moyen Âge
Au début du XIXe siècle, une nouvelle enceinte est construite sous le régime hollandais.